# NGC 3294
NGC 3294是一个位于小狮座的螺旋星系，1787年5月17日由威廉·赫歇爾发现。星系距离地球9800万光年，徑向速度为1,586 km/s。NGC 3294属于SA(rs)bc类星系。
1990年4月9日，人们在此星系活动星系核以西12″处，以北1″处发现II型超新星SN 1990H，光变曲线类似于SN 1987A。1992年2月14日，人们在星系核以东27″处，以南10.5″处发现Ia超新星SN 1992G。